# ロバート・ウォード

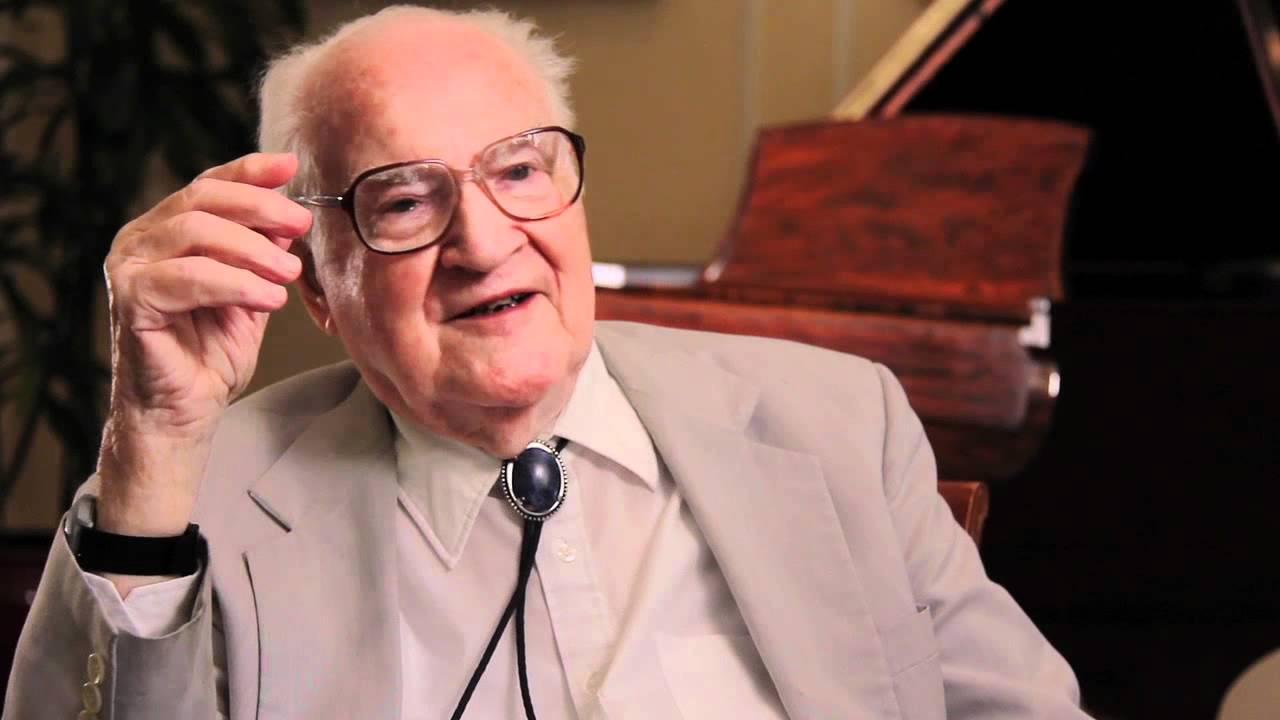
ロバート・ウォード

ロバート・ウォード（Robert Ward、1917年9月13日 - 2013年4月2日）は、アメリカ合衆国の作曲家。

## 生涯
オハイオ州クリーブランド出身。ロチェスターのイーストマン音楽学校に入学し、バーナード・ロジャース、ハワード・ハンソン、エドワード・ロイスについて学んだ。1939年から1942年までニューヨークのジュリアード音楽院で、作曲をフレデリック・ジャコビに、管弦楽法をベルナルト・ワーヘナールに、指揮をアルバート・ステッセルとエドガー・シェンクマンに師事した。1941年にはマサチューセッツ州のバークシャー・ミュージックセンターでアーロン・コープランドのもとで勉強している。同年に、交響曲第1番を完成させ、ジュリアード出版賞を受賞した。
第二次世界大戦中は陸軍に入隊し、軍楽隊の指揮者となった。退役後はジュリアード音楽院に戻り、1946年に大学院を卒業した後、そこで1956年まで教職についた。1947年、交響曲第2番を作曲し、ユージン・オーマンディ指揮のフィラデルフィア管弦楽団に取り上げられ、カーネギー・ホールなど各地で演奏された。1950年に交響曲第3番を、1958年に交響曲第4番を作曲し、1961年にはオペラ『るつぼ』でピューリッツァー賞を受賞した。
1967年から1975年までウィンストン・セーラムのノースカロライナ芸術学校の校長を務め、1978年からデューク大学の客員教授に迎えられた。
1987年に引退した後も、ノースカロライナ州ダーラムに居住し、作曲を続けた。
ニューグローヴ世界音楽大辞典にはウォードの作風について「大部分はヒンデミットによっているが、ガーシュウィンからの影響も大きい」とある。

## 文献
- Musicians' Union national directory of members 2001. Second edition, London: Musicians's Union, 2001, 637 p.
- Joseph Daniel Huband: Robert Ward's Instrumental Music, American Music, 13-3, 1995, p. 333-356
- Wolfgang Suppan, Armin Suppan: Das Neue Lexikon des Blasmusikwesens, 4. Auflage, Freiburg-Tiengen, Blasmusikverlag Schulz GmbH, 1994, ISBN 3-923058-07-1
- Paul E. Bierley, William H. Rehrig: The heritage encyclopedia of band music : composers and their music, Westerville, Ohio: Integrity Press, 1991, ISBN 0-918048-08-7
- Kenneth Kreitner: Robert Ward: A Bio-Bibliography. New York: Greenwood Press, 1988. 182 p., ISBN 978-0-313-25701-8
- Charles Patrick Woliver: Robert Ward's "The crucible" - A critical commentary, Cincinnati. 1986.
- Norman E. Smith: Band music notes, Revised edition, San Diego, California: Niel A. Kjos, Jr., 1979. ISBN 978-0849754012
- Composers of the Americas - Biographical data and catalog of their works, Volume 9, Washington, D.C.: Secretaria General, organizacion de los Estados Americanos, 1963